# Moorpark (Kalifornija)
Moorpark je grad u američkoj saveznoj državi Kalifornija. Prema popisu stanovništva iz 2010. u njemu je živjelo 34.421 stanovnika.